# Pinewood Smile
| Совокупная оценка | Совокупная оценка |
| Источник          | Оценка            |
| ----------------- | ----------------- |
| Metacritic        | 71/100            |
| Оценки критиков   |                   |
| Источник          | Оценка            |
| AllMusic          | [ 2 ]             |
| Classic Rock      | [ 3 ]             |
| Clash             | 6/10              |
| Kerrang!          | [ 5 ]             |
| Mojo              | [ 6 ]             |
| Q                 | [ 7 ]             |
| Sputnikmusic      | 2/5               |
| Pitchfork         | 4.8/10            |

Pinewood Smile — пятый студийный альбом британской хард-рок-группы The Darkness. Альбом, спродюсированный Эдрианом Бушби, был выпущен 6 октября 2017 года и стал первым альбомом группы, выпущенным на лейбле Cooking Vinyl. Это также первый полноценный альбом, в котором на барабанах играет Руфус Тайгер Тейлор, после того как Эмили Долан Дэвис покинула группу в 2015 году.
Альбом получил положительные отзывы музыкальной критики и интернет-изданий и дебютировал на первом месте в чарте рок-альбомов Великобритании.

## История
Подробности об альбоме были впервые раскрыты в марте 2017 года на странице группы в Facebook, и предполагалось, что он выйдет в конце 2017 года. Название альбома и более подробная информация о нём были раскрыты 21 июля 2017 года, а название альбома было названо Pinewood Smile, а дата его выхода — 6 октября на лейбле Cooking Vinyl. Альбом был полностью записан в Вустершире в студии Vada Recording Studios и спродюсирован отмеченным наградами продюсером и звукоинженером Эдрианом Бушби, который работал с другими рок-группами, такими как Muse, Foo Fighters и Smashing Pumpkins. В тот же день был выпущен первый сингл с альбома, «All the Pretty Girls». Три других сингла с альбома — «Solid Gold» и «Southern Trains» — также были предварительно выпущены 18 августа и 25 сентября соответственно, а «Happiness» последовал за релизом альбома 24 ноября.
Концертная версия «Buccaneers of Hispaniola» была предрелизным синглом в апреле 2018 года для концертного альбома Live at Hammersmith.

## Отзывы
Альбом получил положительные отзывы музыкальной критики и интернет-изданий. На Metacritic, сайте-агрегаторе рецензий, который собирает рецензии из основных изданий и выставляет средневзвешенный балл из 100, альбом получил 71 балл на основе 7 рецензий критиков. Эта оценка означает «в целом благоприятные отзывы».

## Список композиций
Слова и музыка всех песен — Дэн Хокинс, Justin Hawkins, Frankie Poullain и Rufus Tiger Taylor.
| №                   | Название                       | Длительность |
| ------------------- | ------------------------------ | ------------ |
| 1.                  | «All the Pretty Girls»         | 3:18         |
| 2.                  | «Buccaneers of Hispaniola»     | 3:06         |
| 3.                  | «Solid Gold»                   | 4:32         |
| 4.                  | «Southern Trains»              | 2:52         |
| 5.                  | «Why Don't the Beautiful Cry?» | 3:36         |
| 6.                  | «Japanese Prisoner of Love»    | 4:19         |
| 7.                  | «Lay Down with Me, Barbara»    | 4:05         |
| 8.                  | «I Wish I Was in Heaven»       | 3:21         |
| 9.                  | «Happiness»                    | 3:13         |
| 10.                 | «Stampede of Love»             | 3:54         |
| Общая длительность: | Общая длительность:            | 36:16        |

| №                   | Название                         | Длительность |
| ------------------- | -------------------------------- | ------------ |
| 11.                 | «Uniball»                        | 3:33         |
| 12.                 | «Rack of Glam»                   | 3:44         |
| 13.                 | «Seagulls (Losing My Virginity)» | 3:54         |
| 14.                 | «Rock in Space»                  | 3:33         |
| Общая длительность: | Общая длительность:              | 51:00        |

| №   | Название                                     | Длительность |
| --- | -------------------------------------------- | ------------ |
| 15. | «Why Don´t the Beautiful Cry (demo version)» | 4:18         |

- The vinyl version omits the track «Happiness» due to space limitations.

## Позиции в чартах
| Чарт (2017)                                   | Высшая позиция |
| --------------------------------------------- | -------------- |
| Австралия (ARIA)                              | 17             |
| Шотландия (Scottish Albums Chart)             | 8              |
| Швейцария (Schweizer Hitparade)               | 90             |
| Великобритания (UK Albums Chart)              | 8              |
| Великобритания (UK Rock & Metal Albums Chart) | 1              |
| США (Billboard 200)                           | 190            |
| США (Billboard Top Hard Rock Albums)          | 10             |
| США (Billboard Top Rock Albums)               | 37             |